# Simone Souloumiac
 (mai 2025).
Pour les articles homonymes, voir Souloumiac.
Simone Souloumiac, née le 13 août 1923 à Saint-Julien-de-Vouvantes (Loire-Atlantique) et morte le 24 avril 2011 à Seyssel (Haute-Savoie) est une résistante et une déportée française.

## Fille d’un fonctionnaire des finances
Son père, le lieutenant Jean Souloumiac (6 juin 1891 - 19 février 1965) a été décoré de la Légion d’Honneur par le gouvernement pour ses actes de courage durant la guerre de 1914-18. Il a perdu son bras droit à Jeaudelaincourt près de Verdun le 1er mai 1917, du fait d'un défaut de fabrication affectant une grenade. Son corps était truffé d'éclats de métal. Il reçoit la Légion d'Honneur dès le 30 juin 1917. Grand invalide de guerre, il a été recruté par le ministère des Finances au titre des emplois réservés.
Simone et son frère, Pierre, ont suivi les mutations de leur père fonctionnaire, de la Charente-Maritime, à Valenciennes, au Havre, puis à Aulnay-sous-Bois.
Simone n’a pas eu d’enfants. Le seul qu’elle ait conçu a disparu dans les camps de la mort.
Son frère, capitaine au long cours, chargé des transports d'armes et munitions entre le Canada et la Grande-Bretagne de 1940 à 1945, meurt en février 1956.

## Faire exploser les convois stratégiques
En 1942, elle épouse Robert Join et habite avec lui 29 rue de Tournon à Paris.
La même année, elle entre dans le réseau Charrette. Elle est chargée d’acheminer les armes et les explosifs parachutés par le SOE (Special Operations Executive) de Londres pour la Résistance. L’une des activités du réseau consiste à faire sauter les voies ferrées et le matériel roulant. Sous les traits d’une jeune voyageuse « innocente », Simone participe au transport des armes, à leur stockage et à leur distribution.
De son action pendant la guerre, elle parle peu. Plusieurs livres ont été édités au Royaume-Uni pour rapporter les faits et gestes en France des correspondants du Colonel Parker,. Un de ses amusements était de faire porter ses lourdes valises chargées de munitions par des soldats allemands.
C’est à la suite de l’une de ses missions, probablement en raison d'une dénonciation - cause malheureusement la plus fréquente – que la Gestapo frappe à la porte de son appartement de la rue de Tournon le 11 février 1944 vers 06 h 00 du matin, en prétendant vouloir lui délivrer un pneumatique. La police allemande fouille l’appartement et ne tarde pas à découvrir certaines des cachettes où les armes sont entreposées. Heureusement son père a pris le risque de passer lui aussi et a pu subtiliser certains documents dangereux. Le dossier de Léfion d'Honneur de Jean Souloumiac (qui est fait Officier en 1949) mentionne ces activités de résistance.

## Déportation à Ravensbrück
Détenue successivement à Fresnes puis à Romainville, elle fait partie du convoi des résistantes déportées depuis Paris le 18 avril 1944 et acheminées à Ravensbrück dans des wagons à bestiaux. Dans ce même convoi, se retrouve son amie, Suzanne Hiltermann, qui appartient à un autre réseau de résistance (Dutch Paris). Au camp, Simone partage avec Suzanne la même paillasse, qui jouxte celle de Geneviève de Gaulle et de Jacqueline Péry.
Comme pour beaucoup de résistants, son retour en France est un peu « décevant ». Son mari Robert Join, l'homme qu'elle aime, est porté disparu. Simone découvre, qu’après avoir survécu à Auschwitz et Buchenwald, son mari est revenu et s’est épris d’une autre femme. Elle divorce, puis elle est confrontée aux tracas administratifs. On la dote d'un grade dans l’armée française. Elle est ensuite démobilisée pour raisons de santé. Ses poumons sont en mauvais état. On lui donne une première pension pour invalidité - au taux de 70 %.
La France veut mettre son passé entre parenthèses. Les budgets publics sont exsangues. Il faut arrêter les règlements de compte. La guerre est finie. Il s’agit de reconstruire.
Après l’horreur qu’elle a vécue, Simone ne se décourage pas. Elle s’inscrit à la faculté de droit au Panthéon, mais les enseignements théoriques des professeurs de droit ne parviennent pas à retenir son attention. Elle part en Angleterre. La vie y est encore difficile.
Elle retourne en Allemagne. À Baden-Baden où elle devient journaliste.

## Deux vies
Fin des années soixante, Jack meurt d’une sclérose en plaques.
Simone Souloumiac se lie alors d’amitié avec Jeff Hutchinson, un jeune journaliste britannique  qui a voué sa vie aux courses automobiles. Une troisième passion commence. Ils s’établissent au Chalet Les Closets dans le village de Chessenaz, en Haute-Savoie, non loin du Haut-Commissariat aux Réfugiés où Simone travaille.
Elle est bien dans le village savoyard, qui s'est distingué par ses hauts faits de résistance pendant la guerre. À Pornic (Loire-Atlantique) elle possède la grande et belle "Villa Isabelle" noyée dans la verdure au croisement des rues de l'Océan et du Casino, où son père a vécu ses derniers mois et dont elle a racheté leurs droits à ses neveux après la mort de sa mère. Elle en ouvre les portes aux habitants de Chessenaz .
La montagne et la mer se rejoignent dans ce monde, qui à la fin du XXe siècle devient de plus en plus petit. Elle voyage beaucoup, en Amérique, en Australie, avec son ami Jeff, pour qui piloter un avion est une seconde nature.
Le dernier message qu'elle a lancé à ses proches, avant de mourir, aura été: « J’ai connu l’enfer. Ce fut une chance : le monde qui lui a succédé ressemble au paradis ».

## Décoration
- Médaille de la Résistance française (décret du 3 août 1946)[9]